# NGC 7161
NGC 7161 је двојна звезда у сазвежђу Пегаз која се налази на NGC листи објеката дубоког неба.
Деклинација објекта је + 2° 55' 0" а ректасцензија 21h 56m 57,9s. Привидна величина (магнитуда) објекта NGC 7161 износи 6,1.